# ジム・ヘンソンのウィッチズ/大魔女をやっつけろ!
『ジム・ヘンソンのウィッチズ/大魔女をやっつけろ!』（原題: The Witches）は、1990年のアメリカ合衆国のファンタジー映画。
ロアルド・ダールの児童文学作品『魔女がいっぱい』の映画化。ニコラス・ローグ監督、ジム・ヘンソン製作総指揮。日本では劇場未公開。

## ストーリー
祖母から魔女の話を聞く少年、宿泊先のホテルでイギリス中から集まった魔女達の決起集会に遭遇しネズミにされてしまう。祖母を守り元の体に戻すため、ネズミになった少年はホテル中をチョロチョロ駆け回る！

## キャスト
| 役名                         | 俳優                             | 日本語吹替                                        |
| ---------------------------- | -------------------------------- | ------------------------------------------------- |
| 大魔女                       | アンジェリカ・ヒューストン       | 北浜晴子                                          |
| ヘルガ・エバシャム           | マイ・セッタリング               | 中西妙子                                          |
| 少女時代のヘルガ・エバシャム | クリスティン・シュタインズランド | 井上喜久子                                        |
| ルーク                       | ジェイセン・フィッシャー         | 松本梨香                                          |
| ルークの父                   | ヴィンセント・マルゼッロ         | 掛川裕彦                                          |
| ルークの母                   | ダーシー・フリン                 | 鵜飼るみ子                                        |
| ストリンガー                 | ローワン・アトキンソン           | 堀内賢雄                                          |
| ブルーノ                     | チャーリー・ポッター             | 野沢雅子                                          |
| ブルーノの父                 | ビル・パターソン                 | 青野武                                            |
| ブルーノの母                 | ブレンダ・ブレッシン             | 横尾まり                                          |
| アーヴィン                   | ジェーン・ホロックス             | 水谷優子                                          |
| エリカ                       | エルシー・エイデ                 | 水谷優子                                          |
| エリカの父                   | オラ・オトネス                   | 有本欽隆                                          |
| エリカの母                   | メレテ・アルマンド               | 伊倉一恵                                          |
| その他                       |                                  | 巴菁子 塚田正昭 秋元羊介 安達忍 達依久子 上村典子 |
|                              |                                  |                                                   |
| 演出                         |                                  | 山田悦司                                          |
| 翻訳                         |                                  | 石田泰子                                          |
| 調整                         |                                  | 金谷和美                                          |
| プロデュース                 |                                  | 吉岡美惠子 岩見純一                               |
| 日本語版制作                 |                                  | ACクリエイト株式会社                              |

## 評価
レビュー・アグリゲーターのRotten Tomatoesでは44件のレビューで支持率は93%、平均点は7.60/10となった。Metacriticでは25件のレビューを基に加重平均値が78/100となった。